# Jack Albertson
Jack Albertson (właśc. Harold Albertson; ur. 16 czerwca 1907 w Malden, zm. 25 listopada 1981 w Los Angeles) – amerykański aktor teatralny, filmowy i telewizyjny oraz komik, piosenkarz i tancerz. Laureat Oscara za drugoplanową rolę w filmie The Subject Was Roses (1968). Trzy lata wcześniej za tę samą rolę otrzymał nagrodę Tony.

## Życiorys
Urodził się w Malden (Massachusetts), jako syn Leo Albertsona oraz Flory Craft, pracownika fabryki obuwia. Wkrótce po urodzeniu jego ojciec porzucił matkę, a Albertsona wychowywali matka i ojczym, Alex Erlich, fryzjer. Albertson porzucił formalną edukację po pierwszym roku liceum i zaczął pracować na stanowiskach fabrycznych oraz jako chłopiec do pomocy w lokalnej hali basenowej. W wieku 18 lat z powodzeniem startował jako tancerz w amatorskich pokazach talentów i założył własną grupę wokalną o nazwie „The Golden Rule Four”. W 1931 r. wyjechał do Nowego Jorku w poszukiwaniu pracy w showbiznesie. Zauważony przez agenta podczas wymiany kroków z niektórymi niedoszłymi koleżankami przed Palace Theatre, Albertson zaproponował mu swoją pracę, dołączając do 5 innych tancerzy, wspierających dwuosobowy zespół wodewilowy.

## Filmografia (wybór)
- 1956: Tym cięższy ich upadek jako Pop
- 1957: Człowiek o tysiącu twarzy jako dr J. Wilson Shields
- 1958: Prymus jako przewodnik
- 1959–1964: Strefa mroku jako Jerry Harlowe / Genie
- 1961–1964: Koń, który mówi jako Paul Fenton
- 1961: Kochanku, wróć jako Fred
- 1962: Dni wina i róż jako Trayner
- 1962: Okres przygotowawczy jako sierżant
- 1964: Oferma jako mężczyzna z Helen w teatrze
- 1964: Kochający się kuzyni jako kapitan. Robert Jason Salbo
- 1965: Jak zamordować własną żonę jako doktor Bentley
- 1970: Uciekaj, króliku jako Marty Tothero
- 1972: Tragedia „Posejdona” jako Manny Rosen
- 1972–1977: Ulice San Francisco jako Tim Murphy
- 1981: Wielka pogoń za balonem jako Charlie Bartlett
- 1981: Martwy i pogrzebany jako G. William Dobbs

## Nagrody
- Nagroda Akademii Filmowej 1969: The Subject Was Roses (Najlepszy Aktor Drugoplanowy)